# Alessandri

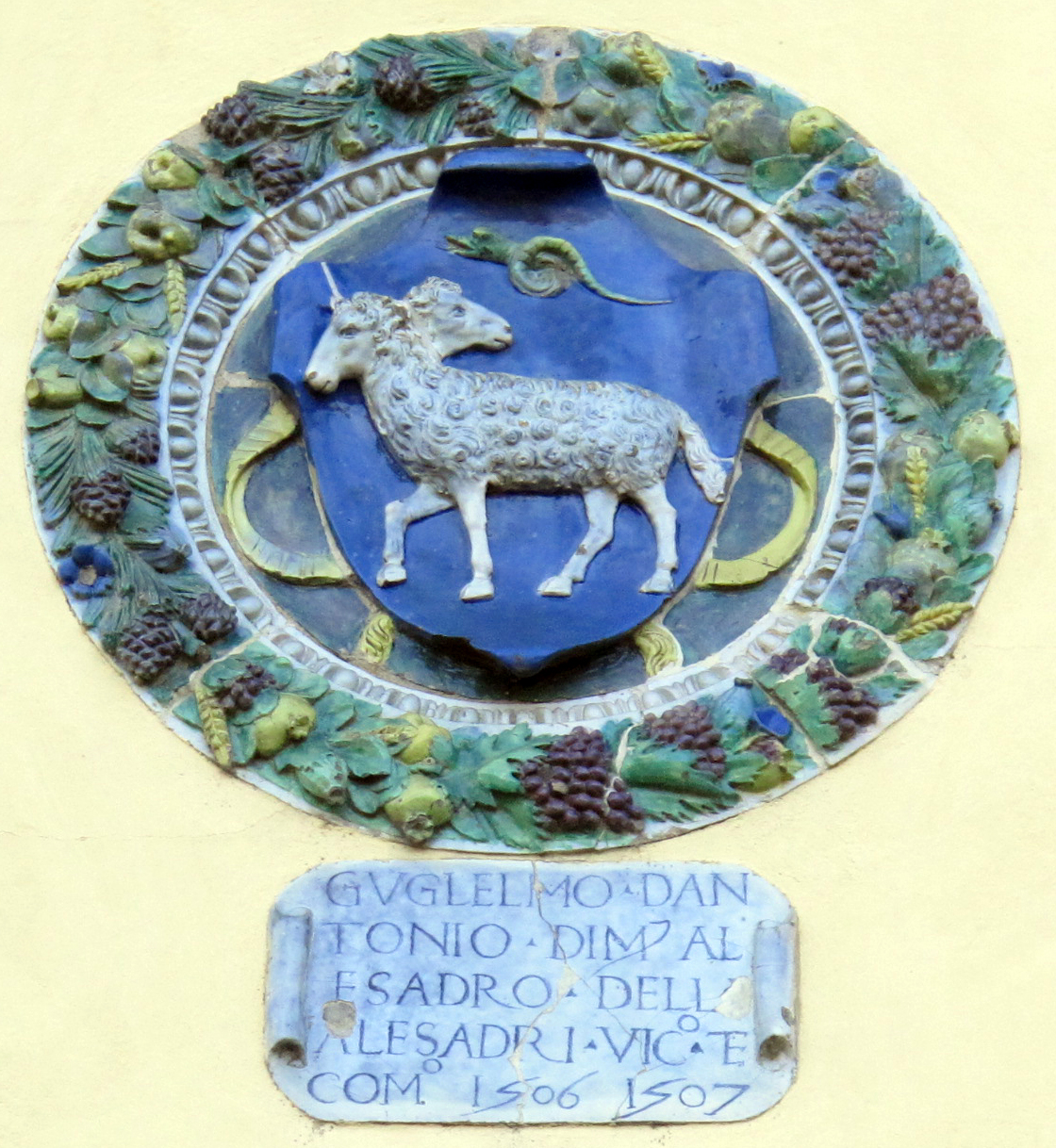
Stemma Alessandri, palazzo di Arnolfo, San Giovanni Valdarno

Quella degli Alessandri è un'antica famiglia fiorentina. La casata è ancora vivente e possiede il titolo nobiliare di conte.

## Storia familiare

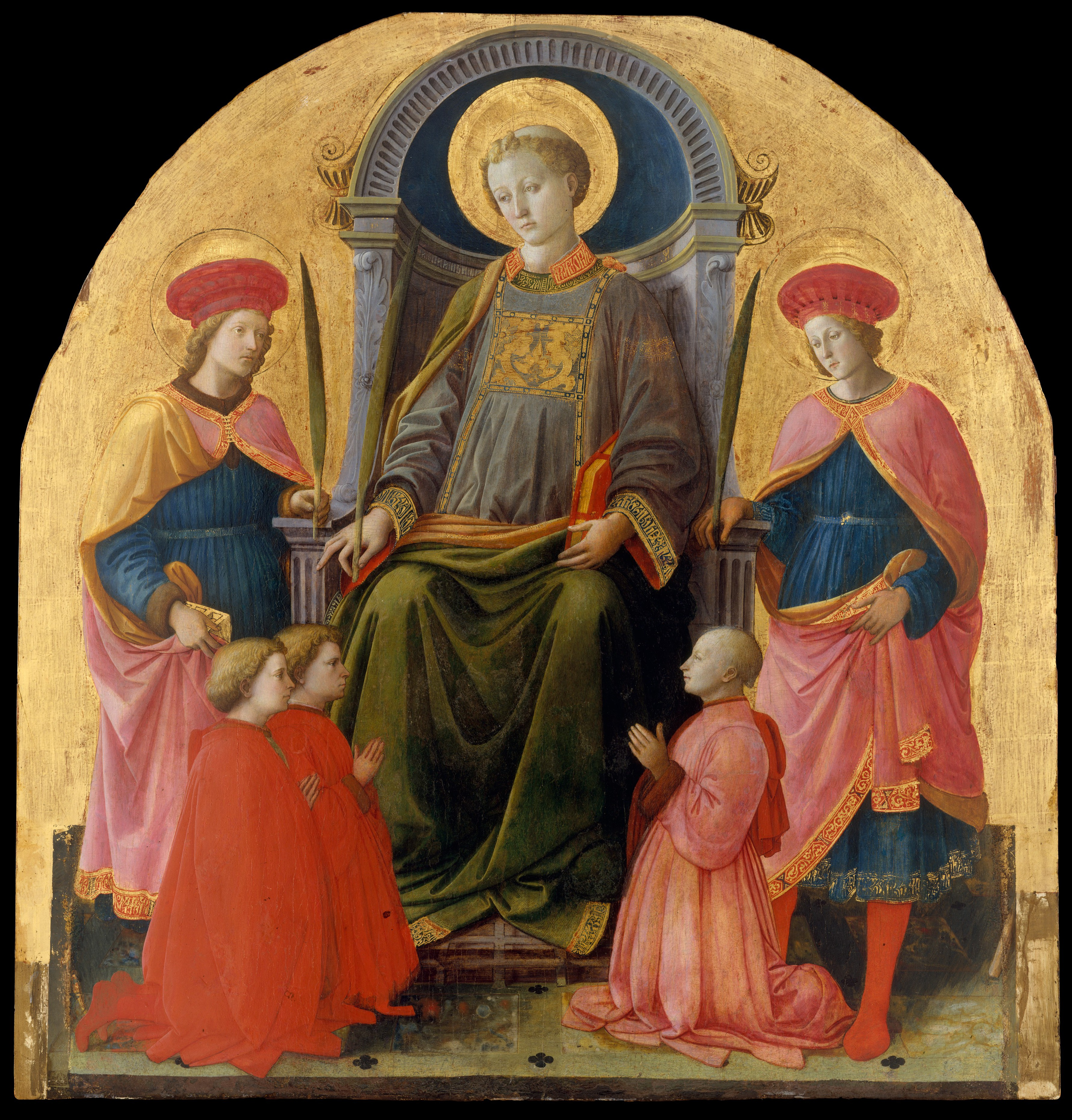
Filippo Lippi, Pala Alessandri (scomparto centrale)

Si originò da un ramo degli Albizi, con i fratelli Alessandro e Bartolomeo. Non sappiamo le precise ragioni che portarono alla separazione: questa può forse essere dovuta al fatto che, anche senza veri e propri contrasti insanabili, gli Alessandri volessero prendere le distanze dai loro parenti che stavano diventando troppo ricchi e potenti e che avevano ottenuto lo scomodo titolo di "magnati", fatto che limitava la loro vita economica e politica. 
Nel 1372 assunsero il cognome Alessandri ed uscirono dalla consorteria degli Albizzi, al fine di non incorrere nella esclusione dai pubblici uffici a cui veniva condannata tale famiglia. 
Si iscrissero all'Arte della Lana e durante il Tumulto dei Ciompi si schierarono contro Michele di Lando ed i Ciompi, per cui ebbero il loro palazzo messo a fuoco e saccheggiato.
Tornata la tranquillità familiare, l'essersi divisi dagli Albizi giovò loro quando questi vennero esiliati da Cosimo de' Medici, per la strenua opposizione di Rinaldo degli Albizi. Una di loro, Ginevra di Niccolò, venne data in sposa al figlio prediletto di Cosimo, Giovanni, ma la coppia ebbe un figlio che morì in tenera età e Giovanni stesso perì nel 1463 a quarantadue anni, dieci anni dopo essersi sposato.
Possedettero anche il Castello di Vincigliata, (detto La Torre), con molti terreni circostanti. Il castello era stato smantellato dai Pisani capitanati da Giovanni Acuto ed era ridotto ad un cumulo di rovine:  gli Alessandri lo tennero fino al 1827.
Per la chiesa del castello Alessandro degli Alessandri aveva dato l'incarico a Filippo Lippi di dipingere la pala dei San Lorenzo in trono fra i Santi Cosma e Damiano, detta appunto Pala Alessandri.
In tutto, la famiglia ebbe 23 priori e dieci Gonfalonieri di Giustizia. Nel 1439 l'imperatore bizantino Giovanni VIII Paleologo, venuto in città per il Concilio di Firenze, concesse alla famiglia il titolo di conti, che venne poi confermato nel Cinquecento da Papa Leone X e nel 1844 da Papa Gregorio XVI.

## Stemma

Stemma della famiglia Alessandri

Lo stemma familiare presenta un montone (richiamo all'attività di lanieri) con due teste (richiamo ai due fratelli che diedero origine alla casata).